# Palais des Nayaks de Madurai
Le palais du Nayak Tirumalai (en) a été érigé en 1636 par ce roi de la dynastie des Nayaks de Madurai pendant son règne de 1623 à 1659, à Madurai au Tamil Nadu en Inde.  
Ce palais s'inscrit dans le style nayaka de l'architecture Vijayanagara,.  Le bâtiment, que l'on peut voir aujourd'hui, était le palais principal, dans lequel le roi vivait.  L'ensemble du palais d'origine était quatre fois plus grand que la structure actuelle. À son apogée, le palais était considéré comme l'une des merveilles du Sud de l'Inde. 
Le palais est situé à 2 km au sud-est du Temple de Mînâkshî.

## Histoire

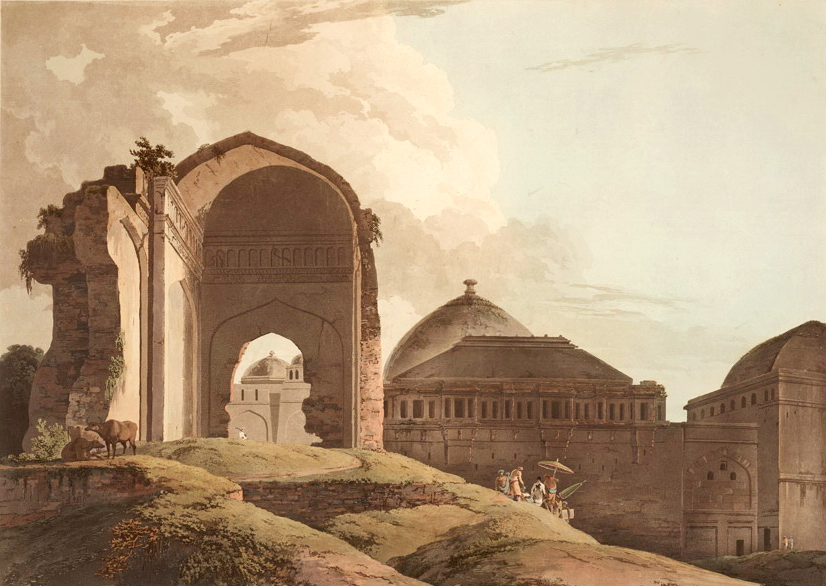
Dessin de Thomas Daniell effectué en 1798.

Le royaume de Vijayanagara gouvernait jusqu'au XVIe siècle un immense territoire au sud de l'Inde. Les Nayaks étaient à l'origine des gouverneurs militaires de ce royaume. Après la bataille de Talikota le royaume étant défait et sa capitale Vijayanâgara (aujourd'hui Hampi) mise à sac, plusieurs d'entre eux ont déclaré leur indépendance. Les royaumes Nayaka qui se sont formés alors, sont à l'origine des dynasties Nayaks comme celles de Keladi, de Tanjore, de Gingee ou de Madurai.
Les Nayaks de Madurai ont régné sur cet ancien royaume de 1545 jusqu'aux années 1740 et Thirumalai Nayak (1623-1659) fut l'un de leurs plus grands rois. Il se distingue par les différents bâtiments qu'il a fait édifier à Madurai et dans les environs. 
De nombreuses parties des bâtiments ont beaucoup souffert du temps et des effets destructeurs des guerres ; quelques uns, ont même été suffisamment réparés pour être convertis en greniers, en magasins, en poudrières  et en casernements à l'époque de la Compagnie des Indes orientales.   
D'après les annales britanniques, le petit-fils du roi Thirumalai Nayak avait fait démolir une grande partie de la belle structure et enlever la plupart des ornements et des sculptures sur bois afin de construire son propre palais à Tiruchirappalli, le Palais Chokkanatha Nayak. Des chercheurs considèrent néanmoins cet évènement comme improbable, et avancent l'idée que le palais a été plus probablement vandalisé par les populations riveraines, à l'affut de matériaux de construction. 
Cependant Francis Napier, le Gouverneur de Madras, a fait partiellement restaurer le palais de 1866 à 1872. D'autres travaux de restauration ultérieurs ont permis de restituer leur splendeur à la porte d'entrée, à la salle principale et à la salle de danse.
Un dessin des ruines du palais de Madurai montre des traces évidentes de sa grandeur passée.

## Description
Construit en 1636, comme point central de sa capitale à Madurai, Thirumalai voulait que le palais soit l'un des plus grands d'Inde du Sud.  L'architecture du palais est dans la continuité du style Vijayanagara, mais présente des particularités propres aux palais nayaks du Tamil Nadu,. L'intérieur du palais surpasse beaucoup des édifices contemporains indiens en échelle. L'intérieur est richement décoré tandis que l'extérieur est traité dans un style plus austère.
Au cours du XVIIIe siècle, de nombreuses structures qui faisaient partie de ce palais ont été démolies ou incorporées dans les bâtiments des rues adjacentes. Il ne reste que la cour intérieure connue sous le nom de Svarga Vilasam et quelques bâtiments annexes. La salle d'audience de la Svarga Vilasam est une vaste salle avec des arcades impressionnantes d'environ 12 m de haut avec des piliers géants de 25 m de haut et de 6 m de circonférence. 

### Cour centrale

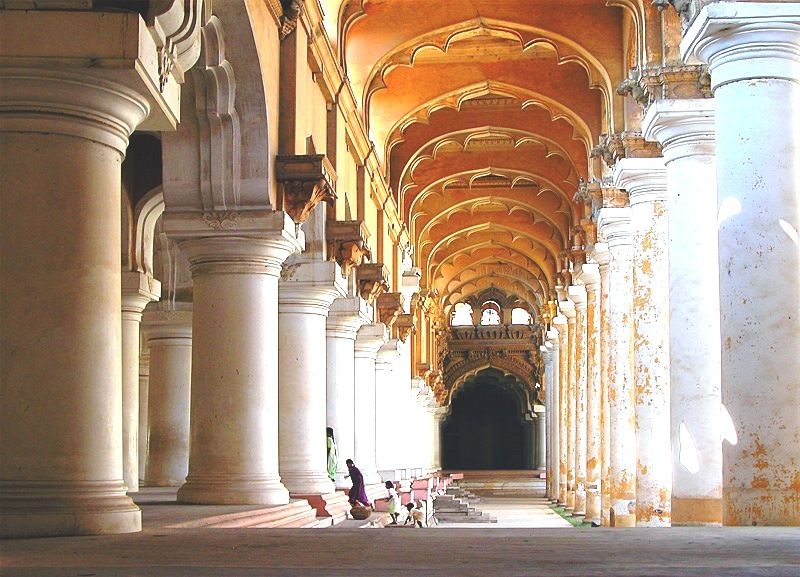
Cour centrale du palais.

En entrant dans le palais, le visiteur pénètre dans l'immense cour centrale de 3 700 m2, entourée de colonnades aux piliers cylindriques massifs. Aujourd'hui, un jardin circulaire en occupe le centre.

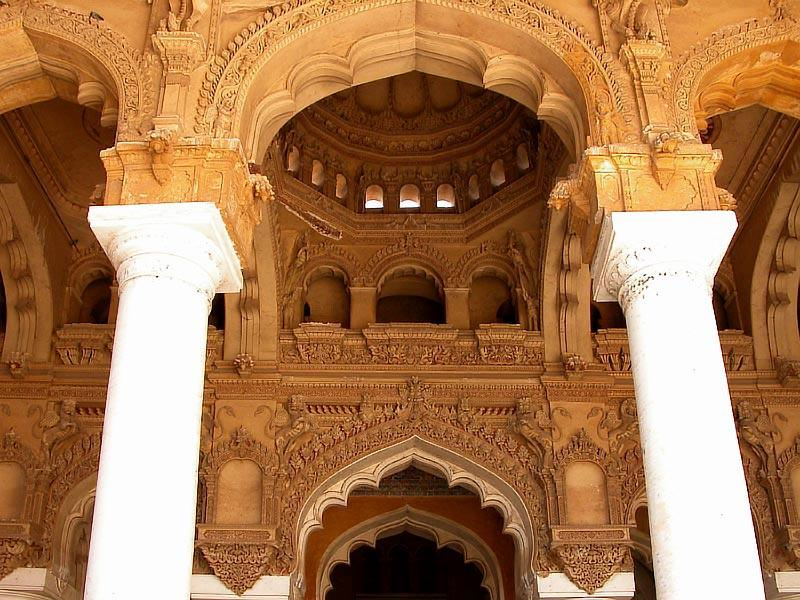
Vue de l'intérieur du palais.

### Intérieur

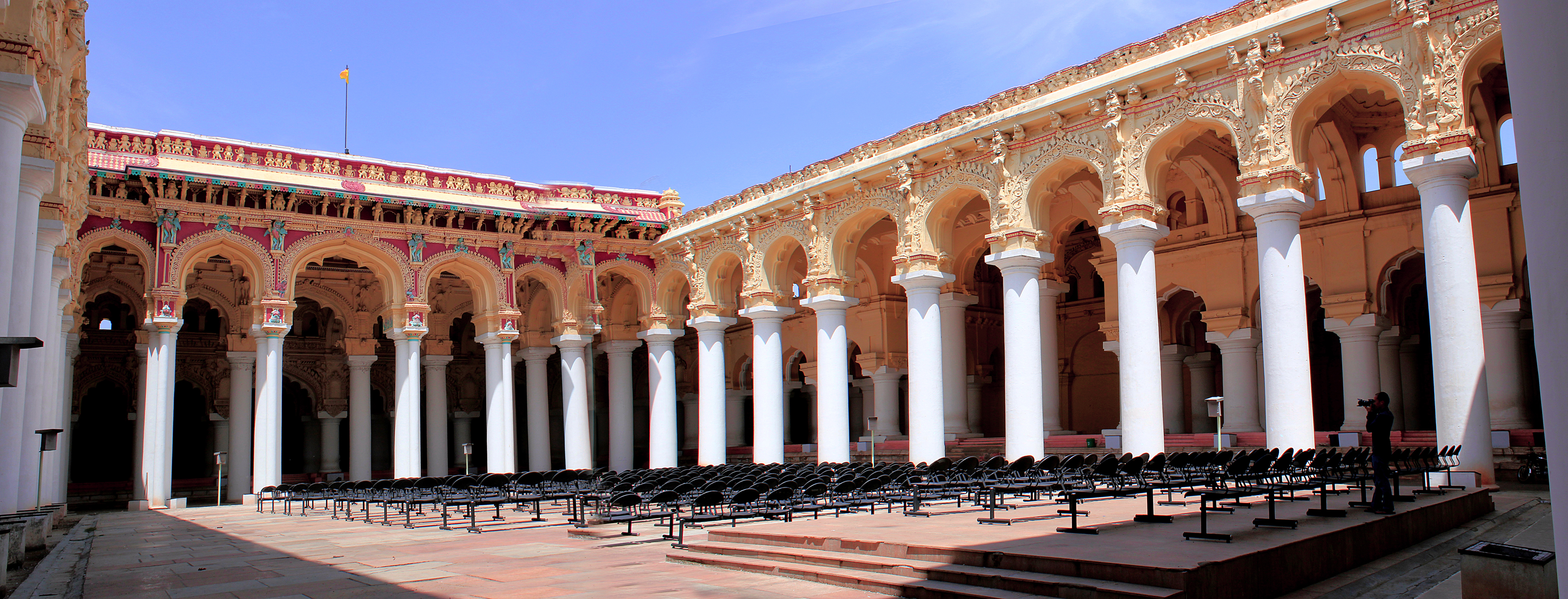
Vue de l'intérieur du palais.

Le palais était divisé en deux parties principales, Swarga Vilasam (Pavillon céleste) et Ranga Vilasam.  On y trouvait, les appartements de la famille royale, le théâtre (ou salle de danse), le temple, les casernements, l'armurerie, l'emplacement pour le palanquin royal, le kiosque du trône, les dépendances, un étang et un jardin.  
La cour et la salle de danse sont les principaux centres d'attraction du palais. Le Swarga Vilasam servait de salle du trône. C'est une structure octogonale à arcades couverte par un dôme de 20 m de haut.  Le dôme au centre est soutenu par des nervures de pierre portées par de massives colonnes cylindriques surmontées et reliées par des arcs en ogive avec une galerie en arcade s'ouvrant dans la nef au-dessus des nefs latérales. Les arcades des colonnes sont enrichies d'arcs de briques au décor de feuillages. Derrière, se trouvent des cloîtres sculptés à trois rangées de colonnes.

### Matériaux utilisés
La structure a été construite en utilisant des briques et les détails de surface et de finition sont en stuc appelé chunnam. Le chunnam est de la chaux, mélangée avec du blanc d'œuf pour obtenir une texture lisse et brillante. Les marches menant à la salle étaient autrefois flanquées de deux statues équestres.
Les piliers supportant les arcades mesurent 13 m de haut et sont reliés par des décors de briques sculptées. Des pavillons coiffés d'épis de faîtage recouverts d'or se trouvent de part et d'autre de la cour.

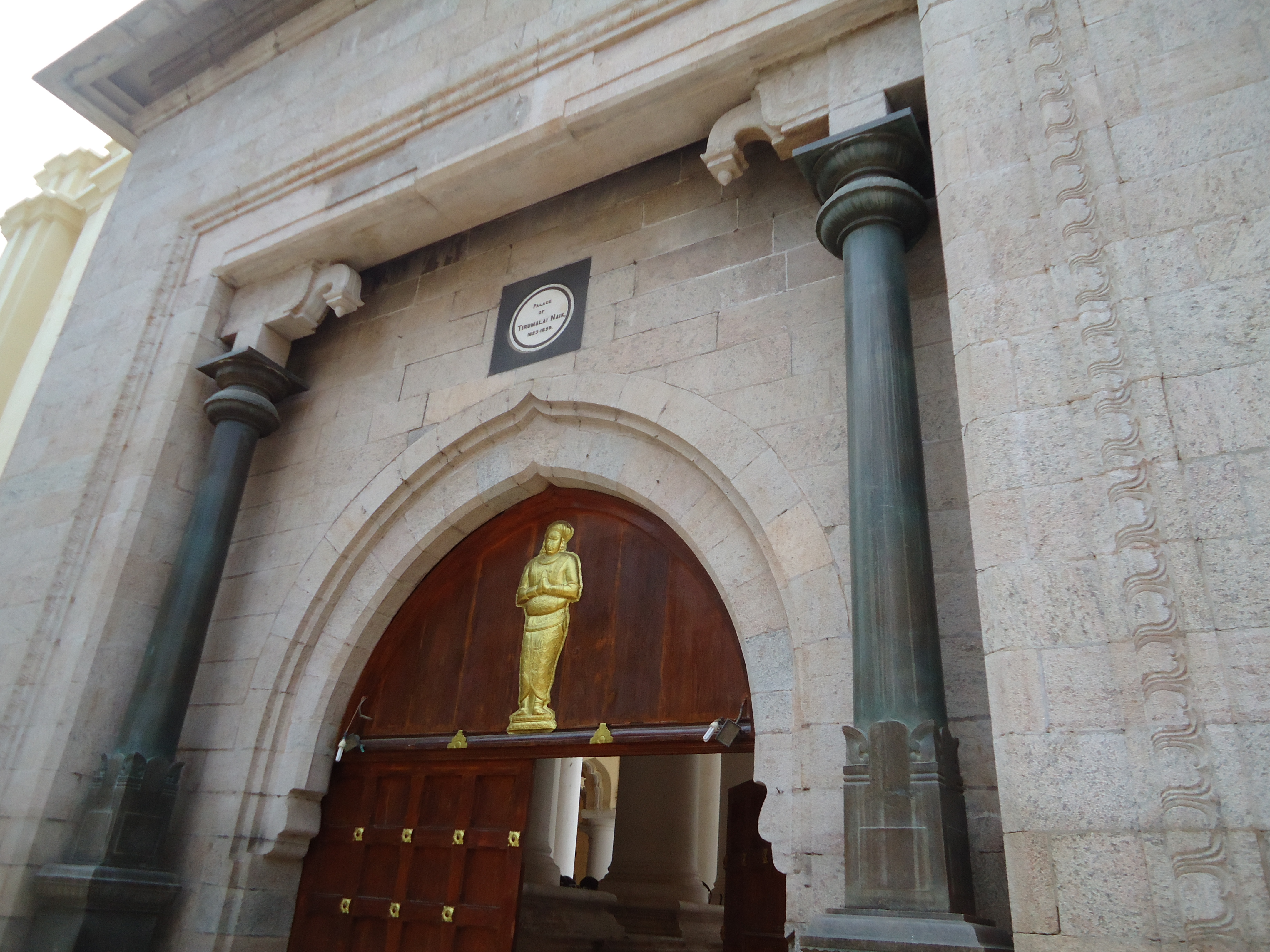
Entrée du palais
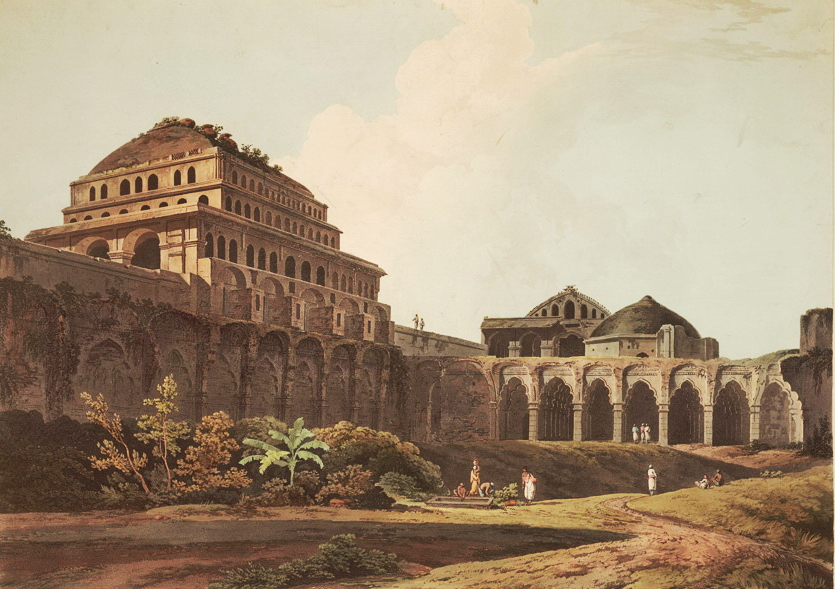
Ruines du palais (Dessin du XVIIIe siècle).
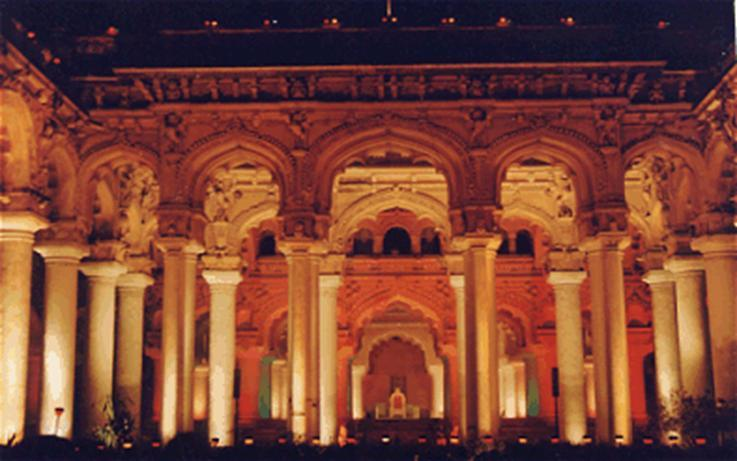
Cour royale
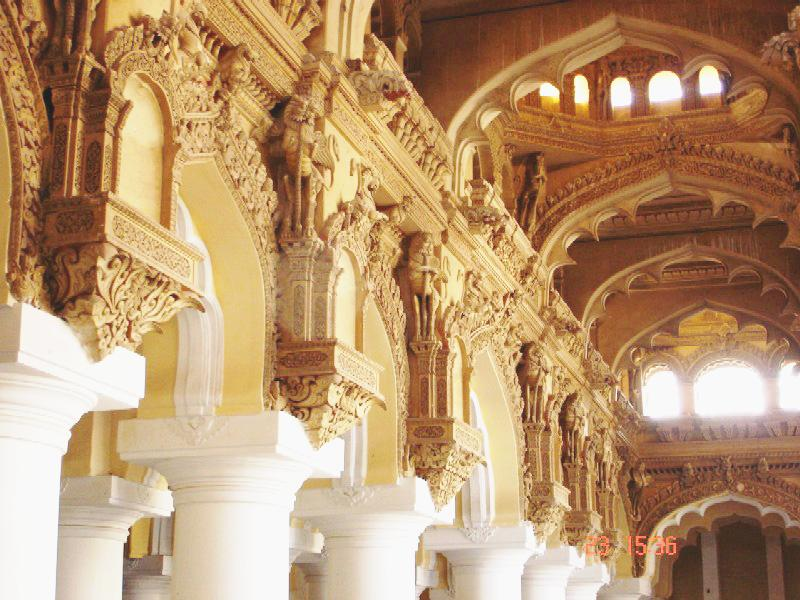
Détail architectural
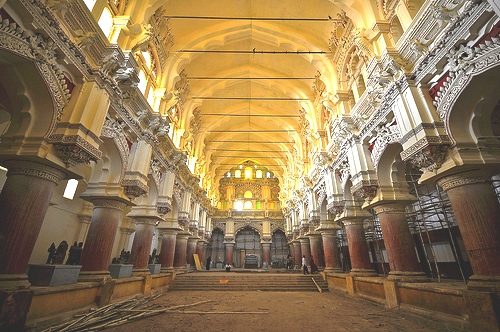
La salle de danse
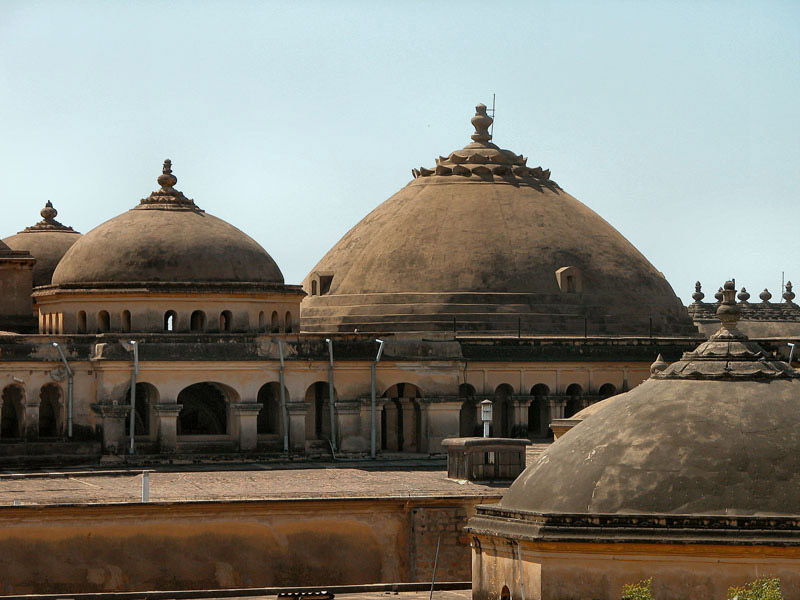
Dômes du palais
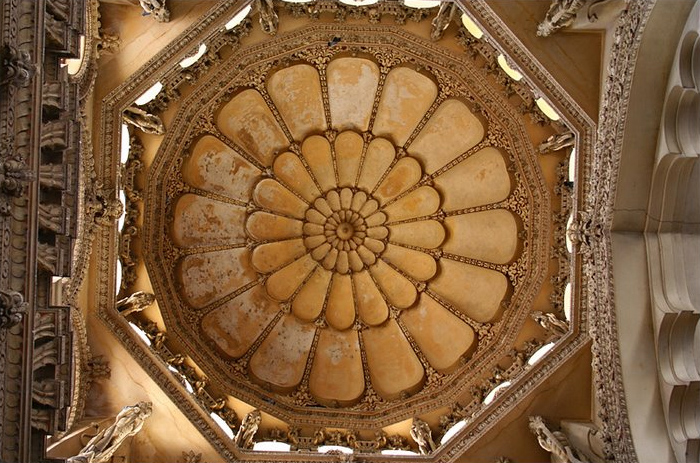
Plafond peint
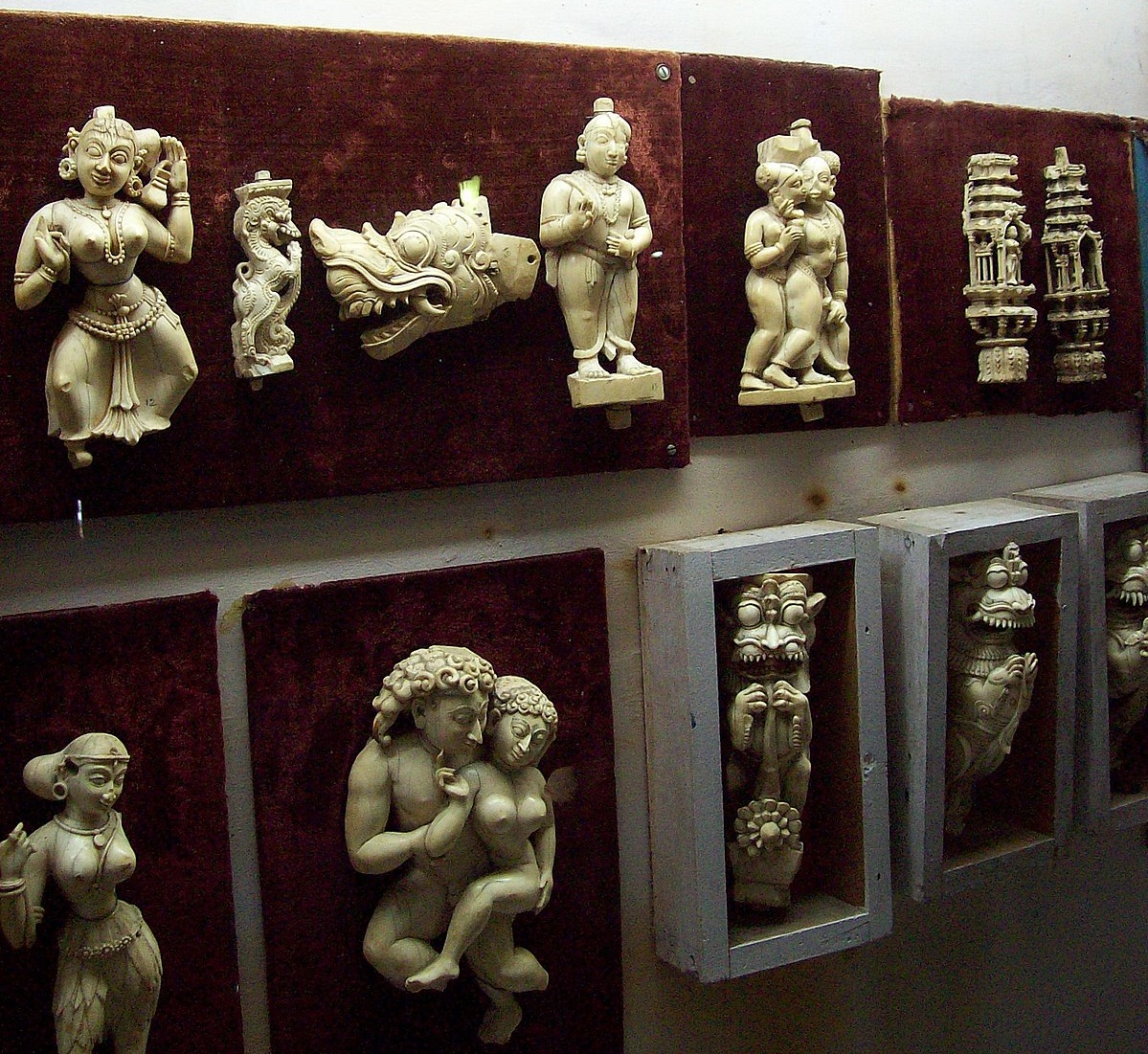
Sculptures en ivoire de la période nayak, exposées dans le musée du palais.
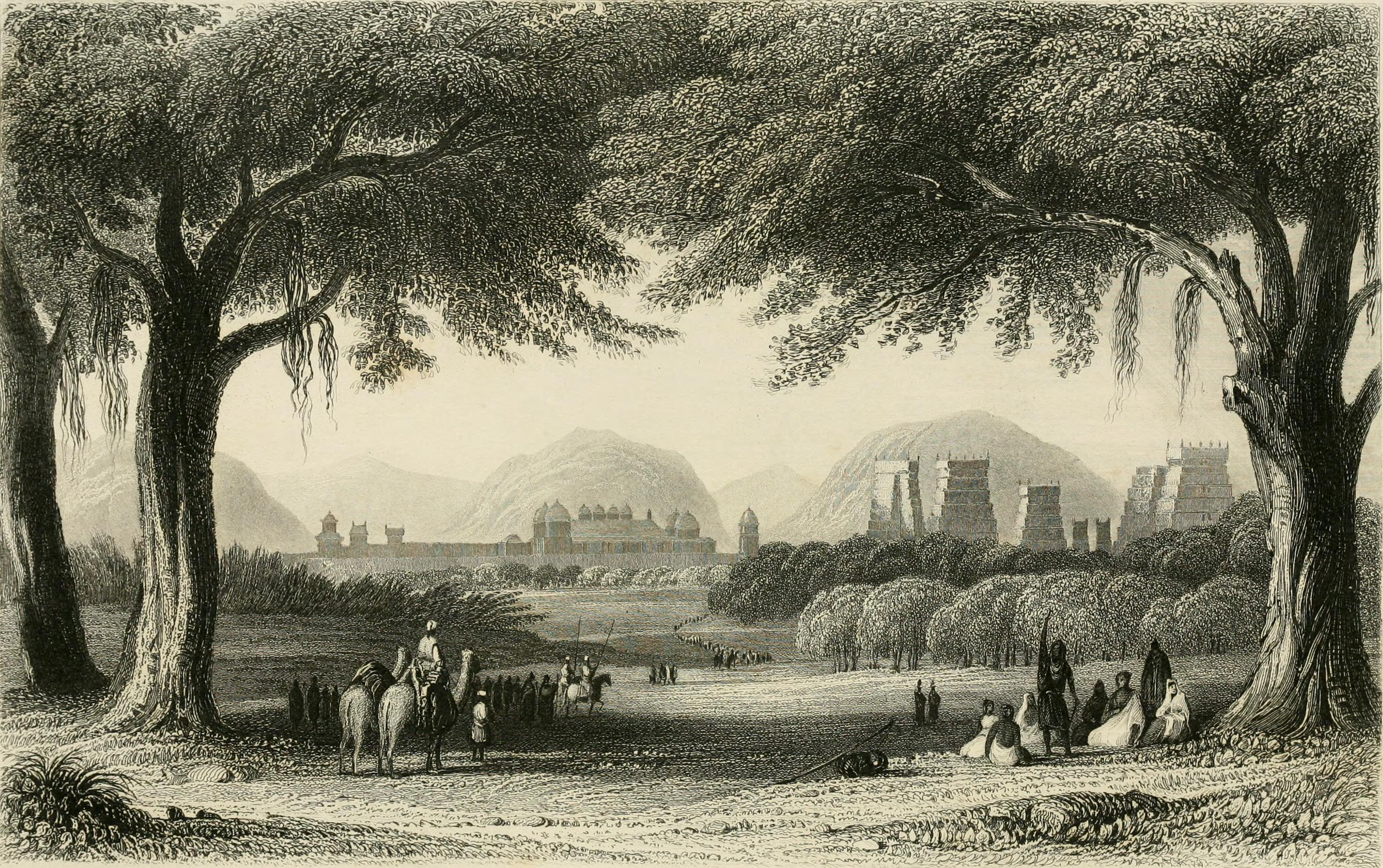
Vue externe sur la cité fortifiée de Madura, son temple (à droite) et son palais (non loin, à gauche), réalisé en 1858.

## Aujourd'hui
Après l'indépendance de l'Inde, le palais Thirumalai a été déclaré monument national et est maintenant sous la protection du Département archéologique du Tamil Nadu.
De nombreux films ont été tournés dans le palais, principalement en raison de la présence de grands piliers.
Les films de Kollywood les plus notables sont :
- Bombay réalisé par Mani Ratnam sur les émeutes dans cette ville dans les années 1992-93 ;
- Guru film biographique de Mani Ratnam ;
- Bheema réalisé par N. Linguswam.